# Big Barda
Big Barda è un personaggio dei fumetti pubblicati dalla DC Comics. È una supereroina, apparsa per la prima volta in Mister Miracle (vol. 1) n. 4 (ottobre 1971) ed è stata creata da Jack Kirby.
Con un'inversione di tendenza rispetto allo stereotipo femminile associato al carattere al momento della sua creazione, Barda è fisicamente più potente di suo marito ed è molto protettiva nei suoi riguardi; è inoltre più che disposta ad usare i suoi poteri in battaglia.

## Biografia del personaggio
Barda nacque dalla stirpe dei Nuovi Dei circa 250 anni fa, su Apokolips. Sua madre era Big Breeda, ma Barda le fu portata via in tenera età per essere addestrata a diventare una guerriera.
Barda è un prodotto della Casa per Giovani Orfani di Granny Goodness, il cui motto è "Morire per Darkseid" (il malvagio tiranno del pianeta).
Nonnina avvia Barda per diventare un giorno la condottiera del Battaglione delle Furie Femminili, un gruppo di feroci donne guerriere.
Tuttavia, durante un raid, Barda incontra Scott Free, il figlio adottivo di Darkseid, e, sentendo una strana pace su di lui, se ne innamorò.
Barda rischiò la sua vita alleandosi con la cellula ribelle capitanata dal Nuovo Dio Himon. Entrambi aiutarono Scott a scappare da Apokolips. Infine, Barda voltò le spalle a Nonnina e venne anche lei sulla Terra.
Scott divenne un artista dell'evasione chiamato Mister Miracle, e fece coppia con Oberon, il suo piccolo manager.
Scott e Barda furono uniti in matrimonio dal padre biologico di Scott, l'Altopadre di Nuova Genesi.
Per molti anni, Barda seguì Scott e Oberon in azione. Infine si ritirarono come supereroi e si trasferirono a Bailey, nel
New Hampshire. Tuttavia, nonostante i loro tentativi, non ebbero una vita normale. Barda, Scott e Oberon si trasferirono poi a Greenwich Village, New York.
Barda formò un programma di addestramento alla difesa per donne chiamato le Nuove Furie Femminili.
Durante ciò, Barda e Superman furono catturati e controllati mentalmente da Sleez, che pianificò di forzare i due a recitare in un film per adulti. All'ultimo momento furono salvati da Mister Miracle.

### Justice League
Sebbene non conoscesse usi e costumi terrestri, Barda apprezzò il suo ruolo di moglie e casalinga. Tuttavia, quando il dovere la chiamò, non esitò mai a riassumere la condizione di guerriera, e quando Scott si unì alla Justice League International, Barda partecipò a numerose missioni. Una volta, mentre allenava Fire, la sua arma, il Mega-Rod, fu rubato dalla sua auto.
Con l'aiuto degli altri membri della Justice League, Barda riuscì a recuperare l'oggetto, ma non prima che molti innocenti fossero uccisi dalla sua protetta, che era incapace di resistere all'influenza corruttrice della tecnologia Apokolipsiana.
Barda condusse perfino la Justice League in missione per recuperare suo marito quando si perse nello spazio. La missione è la conseguenza al tentativo di Manga-Khan di vendere Scott a Nonnina Bontà.
Il team di Barda comprendeva Martian Manhunter, Rocket Red e G'nort.
Nel tentativo di fermarli, Manga-Khan assoldò Lobo, pagandolo in cibo per delfini, per ucciderli. Questi era quasi sul punto di farcela, prima che Barda lo trasportasse in un posto casuale, che si trovava dieci piedi dietro il cranio di Guy Gardner. La ripercussione di quell'incontro, letteralmente, di menti andrà avanti per anni.
Dopo il tempo passato con la JLA, Barda e Scott lasciarono la Terra per Nuova Genesi. Tuttavia, presto tornarono sulla Terra e presero ad abitare temporaneamente nel rifugio della Justice League.
Durante questo periodo, la coppia si separò brevemente a causa della scarsa considerazione di Scott per i sentimenti di Barda.
Barda fu membro della Justice League di propria volontà: su ordine di Takion, lei e il suo amico, il Nuovo Dio Orion, furono mandati come agenti di Nuova Genesi per servire nella squadra.
Takion predisse che la terra stava per affrontare una grave minaccia. La loro missione fu quella di mobilitare gli eroi della Terra contro l'onnipotente Mageddon.
Nel corso del tempo, furono protagonisti di altre missioni con la JLA.
Adam Strange ebbe bisogno del loro aiuto con un'invasione aliena, schiavizzando la JLA come parte di un bluff. La League lavorò per giorni trasformando la Terra in un gigantesco fascio di teletrasporto.
Gli alieni furono mandati al pianeta-prigione di Takron-Galtros, che Barda menzionò parecchie volte durante il suo calvario.
Un'altra volta, Barda fu seriamente ferita da Queen Bee, un membro della nuova formazione della Injustice League. Una volta che Mageddon fu sconfitto, Barda e Orion si dimisero dalla Justice League.

## Poteri e abilità
Barda ha una forza e resistenza che si approssimano al livello di quelle di Wonder Woman. Può controllare ed emettere molte forme di energia, nonché scariche di energia cosmica capaci di creare esplosioni potentissime, alterare la materia e l'energia a livello sub-atomico e infine formare e manipolare costrutti di energia. Possiede un'arma high-tech chiamata Mega-Rod, che produce esplosioni estremamente violente. Può anche disporre di aero-dischi che le permettono di volare e un'armatura Apokolipsiana che aumenta la sua forza già superumana. È un'eccezionale guerriera, eccezionale nel combattimento corpo a corpo, tanto da essere più volte andata in stallo con la potentissima Wonder Woman.